# Hackelia
Hackelia  es un género de plantas de la familia Boraginaceae. Se encuentran en Norteamérica y sudeste de Asia. De las aproximadamente 40 especies del género, 10 son endémicas de California.

## Descripción
Son hierbas erectas, perennes o bianuales, pelosas o rara vez glabras. Hojas alternas, enteras, las basales en general largamente pecioladas, las caulinares cortamente pecioladas a sésiles. Inflorescencias en racimos o panículas, las ramas escorpioides, ebracteadas o con brácteas inconspicuas. Flores bisexuales; sépalos 5, libres hasta la base o casi hasta la base, escasamente acrescentes en la fructificación; corola azul, frecuentemente con centro amarillo, o rara vez blanca a amarillo pálido, hipocraterimorfa, 5-lobada, con 5 protuberancias bien desarrolladas en la boca; estambres 5, incluidos en el tubo de la corola, las anteras elípticas a oblongas con filamentos cortos; ovario 4-lobado, el estilo ginobásico, el estigma capitado. Frutos en 4 nuececillas, la fijación a la ginobase piramidal en la parte media, la cicatriz conspicua, la superficie dorsal con espinas gloquidiadas alargadas, éstas más largas a lo largo de los márgenes.

## Taxonomía
El género fue descrito por Philipp Maximilian Opiz y publicado en Oekonomishc-technische Flora Böhmens 2(2): 146–147. 1839. La especie tipo es: Hackelia deflexa Opiz.

## Especies seleccionadas
- Hackelia bella
- Hackelia brevicula
- Hackelia cinerea
- Hackelia cusickii
- Hackelia floribunda
- Hackelia hispida
- Hackelia micrantha
- Hackelia mundula
- Hackelia nervosa
- Hackelia setosa
- Hackelia velutina
- Hackelia virginiana